# Занковское сельское поселение
Занковское се́льское поселе́ние — упразднённое муниципальное образование в Стародубском районе Брянской области Российской Федерации.
Административный центр — посёлок Красный.

## История
Статус и границы сельского поселения установлены Законом Брянской области от 9 марта 2005 года № 3-З «О наделении муниципальных образований статусом городского округа, муниципального района, городского поселения, сельского поселения и установлении границ муниципальных образований в Брянской области».
Законом Брянской области от 8 мая 2019 года Занковское сельское поселение было упразднено и включено в Понуровское сельское поселение.

## Население
| 2010  | 2011  | 2012  | 2013  | 2014  | 2015  | 2016  |
| ----- | ----- | ----- | ----- | ----- | ----- | ----- |
| 1714  | ↘1700 | ↘1682 | ↘1668 | ↗1723 | ↘1693 | ↘1675 |
| 2017  | 2018  | 2019  |       |       |       |       |
| ↘1674 | ↘1631 | ↘1573 |       |       |       |       |

## Населённые пункты
| №  | Населённый пункт | Тип     | Население |
| -- | ---------------- | ------- | --------- |
| 1  | Берёзовка        | деревня | ↗237      |
| 2  | Буда-Корецкая    | деревня | ↘19       |
| 3  | Друговщина       | хутор   | ↗135      |
| 4  | Занковка         | село    | ↘178      |
| 5  | Каменчуковка     | хутор   | ↘7        |
| 6  | Картушин         | село    | ↘270      |
| 7  | Ковалевщина      | посёлок | ↘0        |
| 8  | Красная Звезда   | посёлок | ↘63       |
| 9  | Красный          | посёлок | →299      |
| 10 | Макаровка        | деревня | →17       |
| 11 | Малышкин         | деревня | →2        |
| 12 | Новомлынка       | село    | ↘263      |
| 13 | Обуховка         | деревня | ↘3        |
| 14 | Озёрное          | деревня | ↘15       |
| 15 | Плоцкое          | хутор   | ↘86       |
| 16 | Приваловка       | деревня | ↘51       |
| 17 | Соколовка        | деревня | ↗23       |

### Упразднённые населённые пункты
Ранее в состав сельского поселения также входили посёлки Дружный, Красный Дуб, Таврика и деревня Малая Елионочка, исключённые из учётных данных в 2011 году.